# Hoplitis kaszabi
Hoplitis kaszabi is een vliesvleugelig insect uit de familie Megachilidae. De wetenschappelijke naam van de soort is voor het eerst geldig gepubliceerd in 2000 door Tkalcu.